# 帕尔马主教座堂 (意大利)
44°48′12″N 10°19′52″E / 44.80333°N 10.33111°E

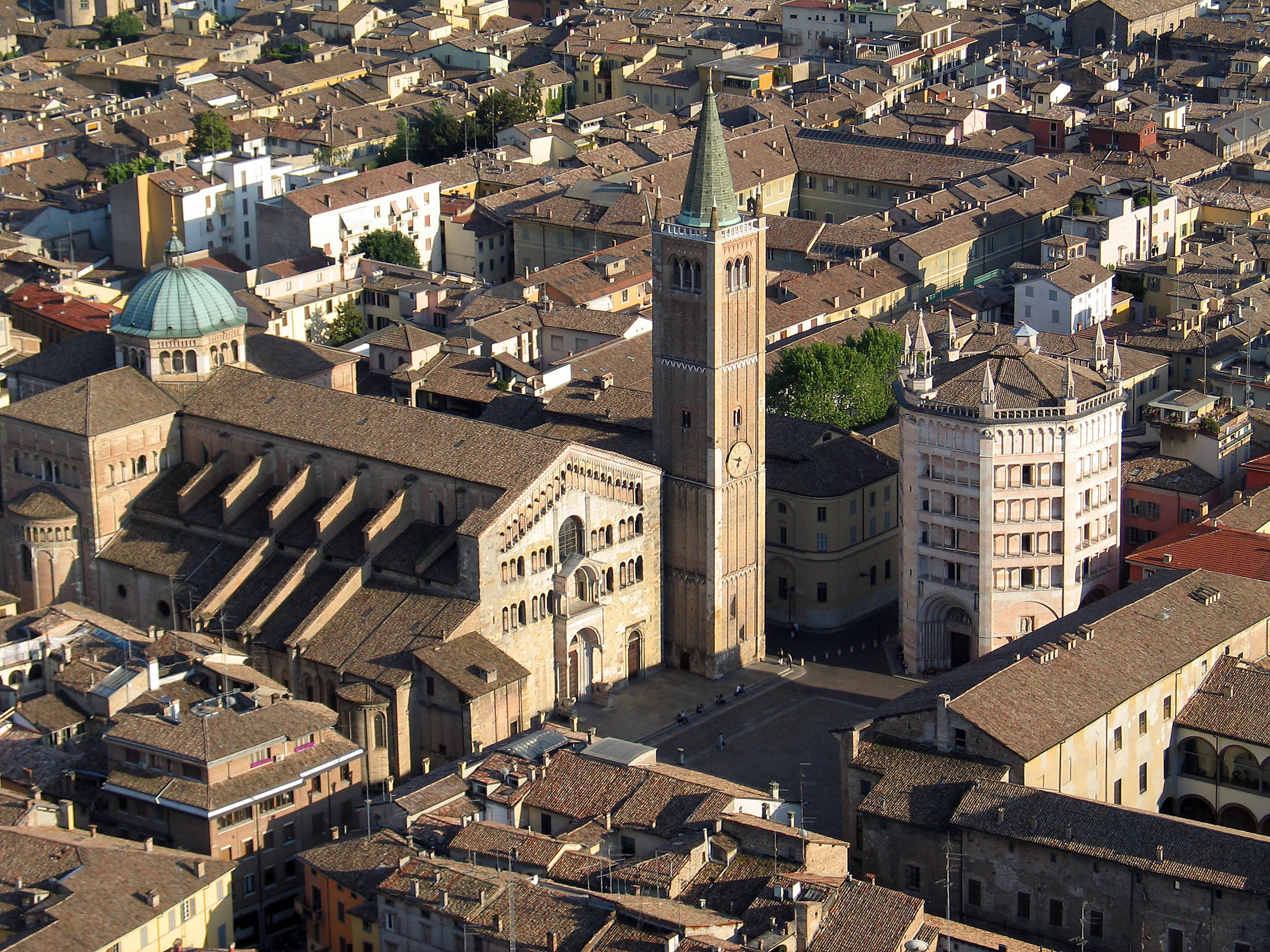
帕尔马主教座堂及钟楼

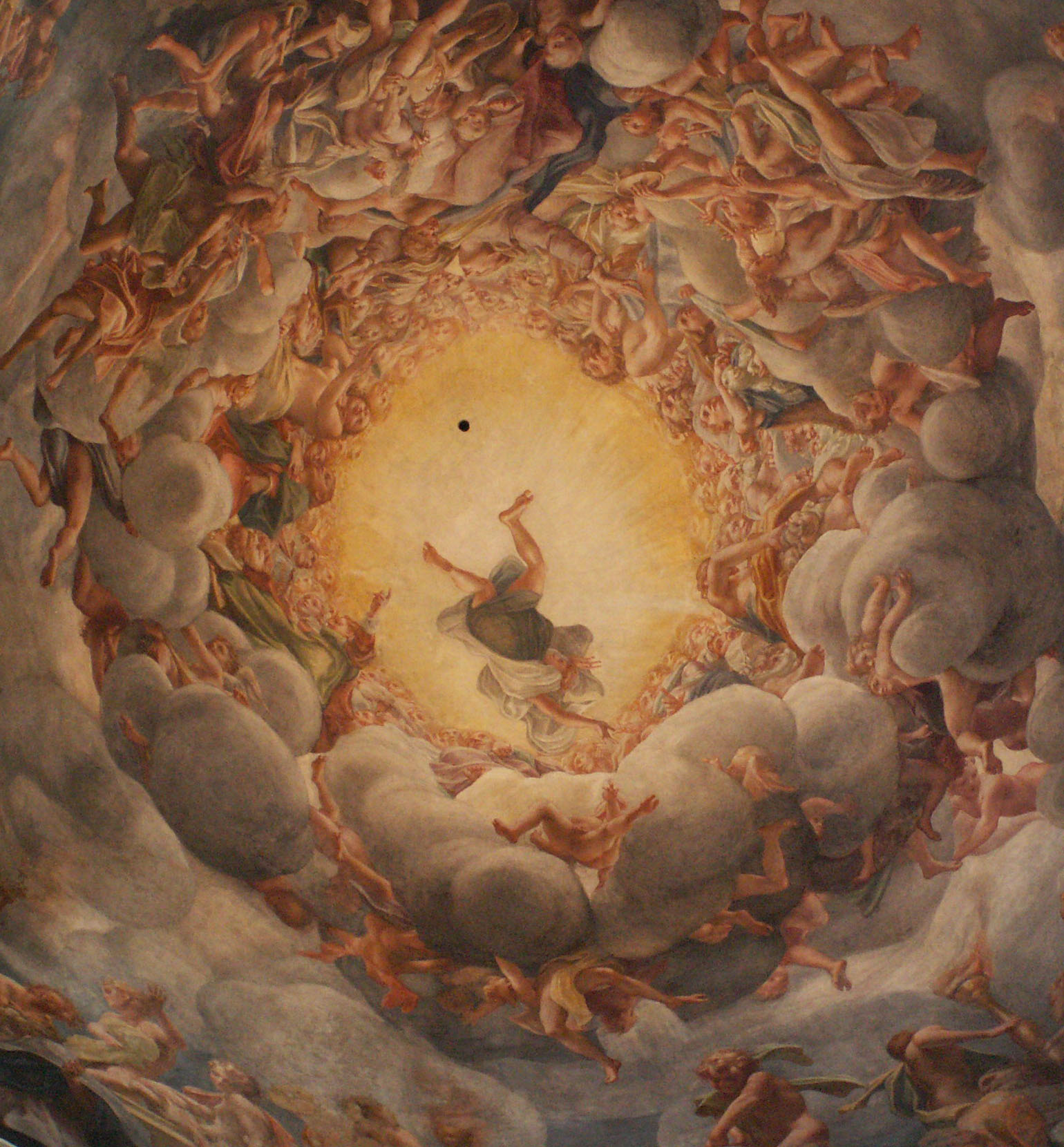
科雷吉欧的巴洛克式幻觉壁画

帕尔马主教座堂是一座天主教的主教座堂，位于意大利艾米利亚-罗马涅大区的帕尔马。这是一座重要的意大利罗曼式主教座堂。穹顶的幻觉壁画极具影响力，出自文艺复兴画家科雷吉欧之手。

## 历史
该堂由卡达鲁斯主教，后来的对立教宗何诺二世建于1059年，1106年由教宗帕斯卡二世祝圣。教堂可能在6世纪已经存在，后来荒废；在9世纪在其后面部分新建了另一所教堂。新教堂在1117年地震中严重受损，不得不重建。宽阔的立面立面完成于1178年，中门和右门之间是数学家Biagio Pelacani的墓（1416去世）。
哥特式的钟楼系后来增加，建于1284-1294年: 原计划在左侧也建造一座钟楼，但是一直未能付诸实施。主教座堂之侧是八角形的帕尔马洗礼堂。